# Ponorac (gmina Sjenica)
Ponorac (cyr. Понорац) – wieś w Serbii, w okręgu zlatiborskim, w gminie Sjenica. W 2011 roku liczyła 233 mieszkańców.